# 1464 Армістісія
1464 Армісті́сія (1939 VO, 1937 LJ, 1955 YN, 1974 HF1, A908 YD, 1464 Armisticia) — астероїд головного поясу, відкритий 11 листопада 1939 року.
Тіссеранів параметр щодо Юпітера — 3,220.